# Majida Issa
Majida Issa (San Andrés, Kolumbija) kolumbijska je glumica. Unuka je Terese Gutiérrez. Studirala je glumu na Escuela Nacional de Arte Teatral u Meksiku. Sestra je Jordane Isse s kojom je glumila u telenoveli Klon. 2010. udala se za kolumbijskog glumca Mijaila Mulkaya.

## Filmografija
| Godina | Naslov                              | Uloga                 | Vrsta               |
| ------ | ----------------------------------- | --------------------- | ------------------- |
| 2016.  | Sin senos sí hay paraíso            | Jessica Beltrán       | televizijska serija |
| 2015.  | Lady, la vendedora de rosas         | Fátima Tabares        | televizijska serija |
| 2014.  | La ronca de oro                     | Helena Vargas         | televizijska serija |
| 2012.  | Corazones blindados                 | Diana Ochoa           | telenovela          |
| 2012.  | Las santísimas                      | Carmen Pulido         | telenovela          |
| 2010.  | Los caballeros las prefieren brutas | Lili                  | telenovela          |
| 2010.  | Amor sincero                        | Michelle              | televizijska serija |
| 2010.  | Klon                                | Ranya                 | telenovela          |
| 2009.  | La quiero a morir                   | Yuri                  | televizijska serija |
| 2009.  | Niños ricos, pobres padres          | Martha Granados       | telenovela          |
| 2008.  | El cartel de los sapos              | Soledad               | televizijska serija |
| 2007.  | Pocholo                             | profesorica Margarita | televizijska serija |
| 2007.  | Luces artificiales                  | -                     | komedija            |
| 2007.  | El guapo                            | -                     | komedija            |
| 2007.  | Luces artificiales                  | -                     | komedija            |
| 2006.  | Cosas que no gozas                  | -                     | -                   |
| 2006.  | Flores para Ana                     | -                     | drama               |
| 2005.  | Mi hermano                          | -                     | drama               |
| 1993.  | Padres e hijos                      | Lucy Méndez           | televizijska serija |